# San Gregorio in preghiera
San Gregorio in preghiera  era un dipinto di Annibale Carracci, andato distrutto nel corso della seconda guerra mondiale.

## Storia
La tavola venne commissionata dal cardinale Anton Maria Salviati per la sua cappella nella chiesa romana di San Gregorio al Celio. Essa, pertanto, è solitamente datata tra il 1600, anno in cui il cardinale Salviati acquisì il titolo di abate commendatario del monastero camaldolese annesso alla chiesa sul Celio – e fece quindi edificare la cappella – e il 1602, anno della sua morte.
Con l'occupazione napoleonica di Roma (1798), l'opera, considerata uno dei dipinti più belli della Città, venne requisita come bottino di guerra ed inviata a Parigi. Tuttavia, lungo il tragitto per la Francia, a Genova, il pittore Vincenzo Camuccini riuscì rocambolescamente ad impossessarsi del dipinto e lo portò con sé in Inghilterra. Qui il quadro fu venduto ad un certo Lord Radstock, confluendo in seguito nelle raccolte di Bridgewater House a Londra. Nel maggio del 1941 la tavola andò distrutta (con molte altre opere d'arte, compresi alcuni altri dipinti di Annibale Carracci) durante uno dei più violenti bombardamenti nazisti che colpirono la capitale britannica durante la Seconda guerra mondiale.
Nella chiesa di San Gregorio al Celio, in luogo del perduto dipinto di Annibale, fu collocata una copia del San Gregorio in preghiera di pittore anonimo.

## Descrizione e stile
La tavola di Annibale era dedicata a celebrare un episodio miracoloso tramandato dalle fonti sulla vita di san Gregorio Magno. Secondo la leggenda, mentre questi era raccolto in preghiera al cospetto di un'immagine della Vergine, l'immagine stessa gli avrebbe parlato. 
L'intera cappella Salviati riproduce questo evento: il san Gregorio orante che campeggiava nella tavola di Annibale, collocata sopra l'altare, era orientato (al pari della copia odierna) verso la parete sinistra dell'ambiente, parete sulla quale si trova l'immagine mariana del miracolo (in realtà, quel che oggi si vede di questa icona è solo il frutto di pesanti, pressoché integrali, ridipinture tardomedievali). 
La sovrapposizione dello spazio immaginario allo spazio reale, determinata dal dialogo tra la tavola di Annibale e l'icona murale, che coinvolge il riguardante nello spazio e nel tempo dell'evento artisticamente riprodotto, costituisce uno dei testi d'apertura dell'illusionismo barocco.
Fu forse questa scelta compositiva ad ispirare, pochi anni dopo, Rubens nella realizzazione del Trittico della Vallicella, altro testo di fondamentale importanza per il nascente illusionismo barocco.
Rubens, infatti, distanziò i due laterali, con figure di santi, dalla tavola centrale, posta sull'altar maggiore della chiesa. Le tavole laterali sono quindi orientate verso il pannello centrale all'interno del quale vi è, anche in questo caso, un'antica e venerata icona, cui si indirizzano gli sguardi devoti di san Gregorio Magno (altro punto di contatto con la perduta tavola del Celio) e di santa Domitilla.

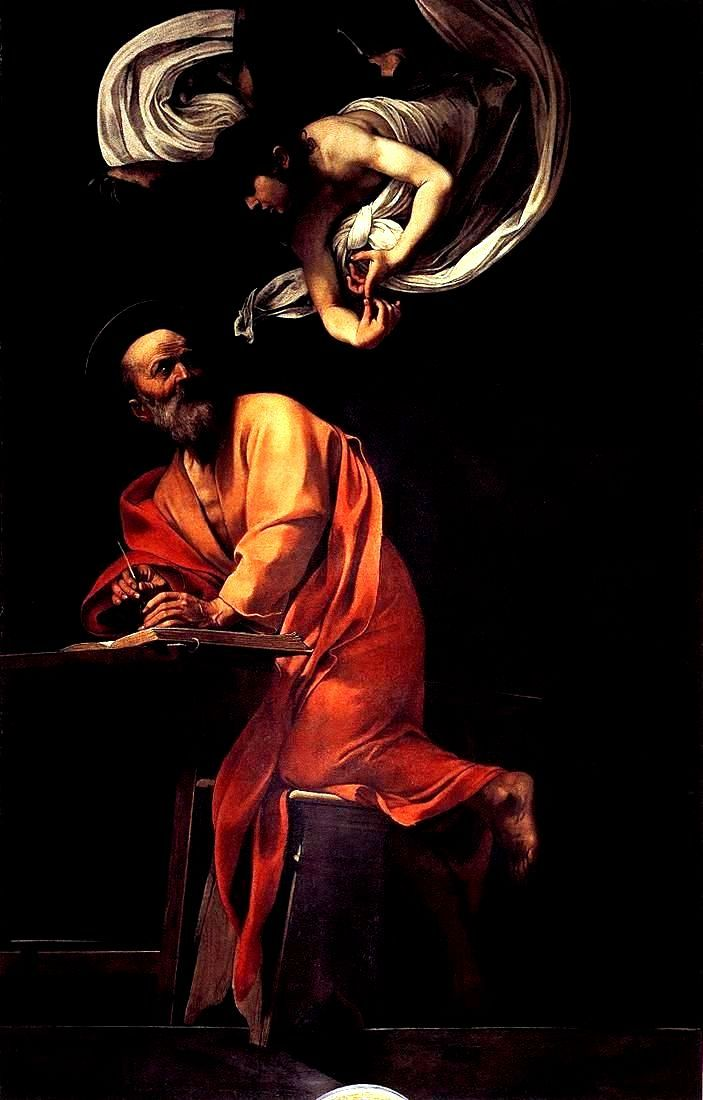
Caravaggio, San Matteo e l'angelo, 1602, Chiesa di San Luigi dei Francesi, Roma

La volontà di abolire la separazione con la realtà fisica fu ulteriormente sottolineata da Annibale con il forte aggetto del cuscino, su cui è inginocchiato il santo orante, che fuoriesce dalla tavola dipinta. Si tratta di un particolare associato al celeberrimo dettaglio dello sgabello del San Matteo e l'angelo del Caravaggio che sembra stia quasi per cadere fuori dalla tela. Data la sostanziale contemporaneità dei due dipinti si ritiene che questa similitudine non sia casuale e che debba essere ascritta al confronto tra Annibale e il Merisi in corso in quegli anni sulla scena artistica romana. 
Per quel che è dato osservare nel disegno preparatorio del San Gregorio (conservato a Chatsworth House), probabilmente l'intenzione iniziale di Annibale era quella di accentuare ancor di più il gioco illusionistico tra finzione e realtà. Nel disegno infatti, il santo e gli angeli che lo affiancano si affacciano al di là di un'arcata, simulante una fittizia apertura che avrebbe sfondato la parete della cappella. Scelta però abbandonata nella versione finale dell'opera.
Sempre nel disegno si coglie un'altra rilevante differenza rispetto alla tavola effettivamente licenziata da Annibale. L’opera, infatti, era stata pensata come raffigurazione della preghiera di san Gregorio per le anime del purgatorio: nella parte alta del disegno, infatti, si vede un’anima purgante mentre, evidentemente salvata dalla preghiera del santo alla Vergine, ascende al cielo. Opzione iconografica che scompare nel dipinto. È stato ipotizzato che questo cambiamento sia stato imposto dal cardinale Cesare Baronio, succeduto al Salviati nella carica di abate commendatario del monastero del Celio, in quanto la circostanza che in occasione della manifestazione miracolosa san Gregorio stesse intercedendo per le anime del purgatorio è giudicata falsa negli Annales Ecclesiastici dello stesso Baronio. 
Oltre al san Gregorio che prega, appaiono nella composizione due angeli ai suoi fianchi e un'altra schiera angelica nella parte superiore della tavola. Al centro, sopra la testa di san Gregorio, vi è la colomba dello spirito santo, ulteriore suggello dell'evento miracoloso in corso. Il dipinto denota un momento di rinnovata adesione di Annibale al Correggio che si coglie soprattutto nella grazia degli angeli.
Della perduta tavola di Annibale sono documentate diverse copie (oltre a quella attualmente nella cappella Salviati al Celio) ed alcune incisioni. Tra queste ultime, la migliore è verosimilmente quella dell’incisore svizzero Jacob Frey (1681-1752) a lungo attivo a Roma.

## Altre immagini

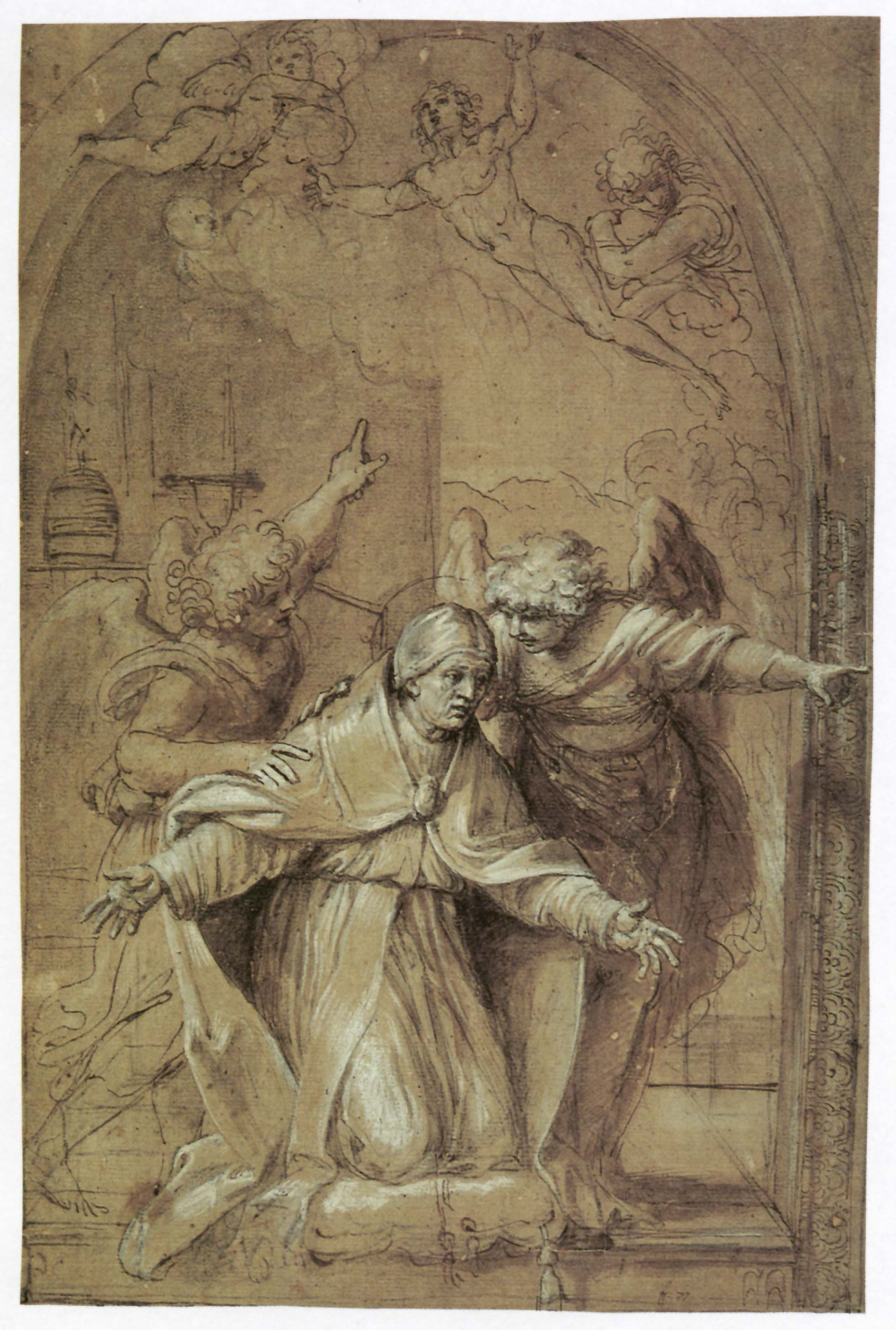
Annibale Carracci, San Gregorio prega per le anime del purgatorio, Chatsworth House. È il disegno preparatorio, cui Annibale si è attenuto solo in parte
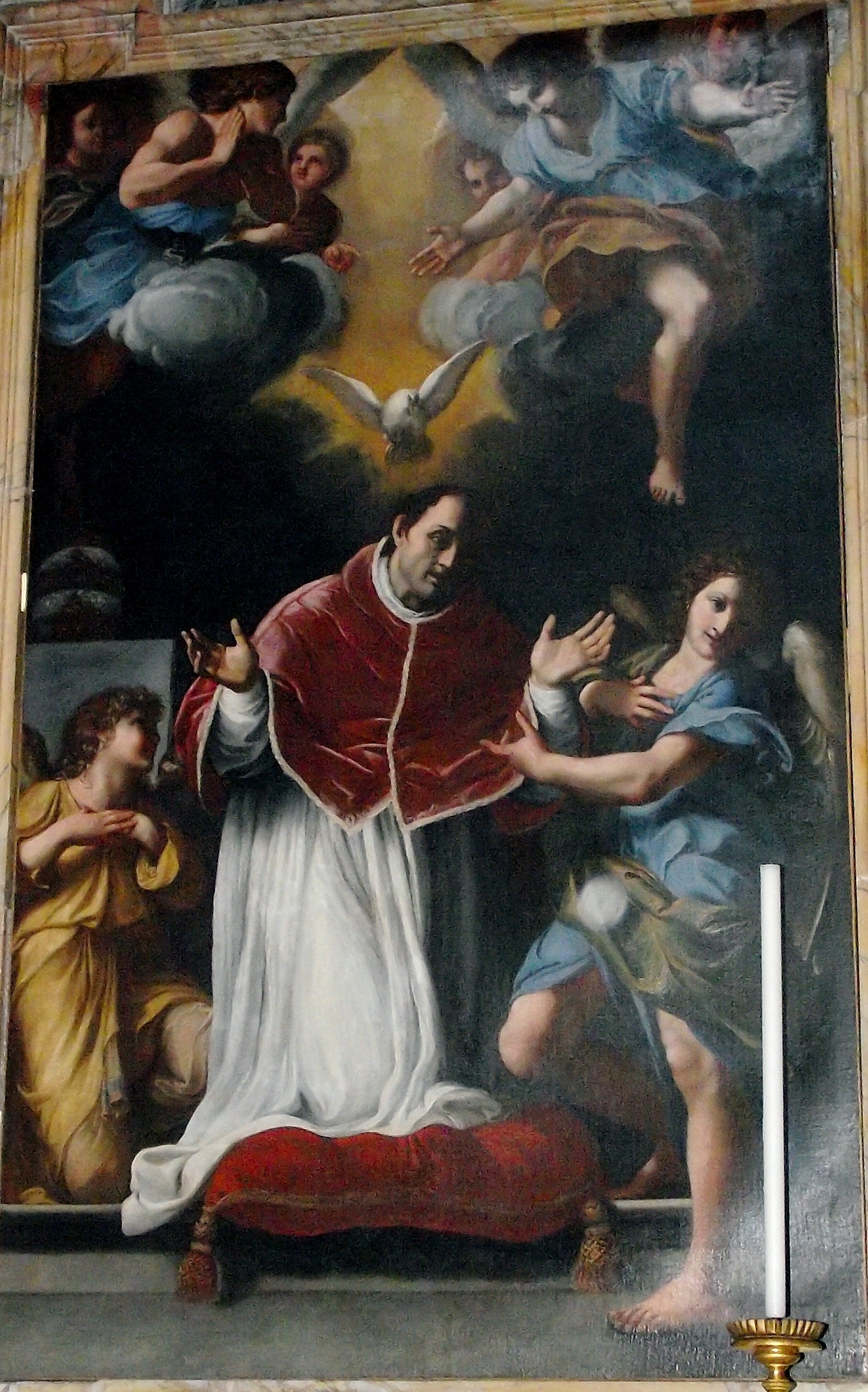
San Gregorio in preghiera. La copia anonima che oggi occupa l'altare della chiesa di San Gregorio al Celio dove si trovava in origine il perduto dipinto di Annibale Carracci